# Bodová konvergence
Bodová konvergence (anglicky pointwise convergence) je v matematice jedním z druhů konvergence posloupnosti funkcí. Bodová konvergence je slabší než stejnoměrná konvergence, se kterou je často porovnává.
Stejnoměrná konvergence posloupnosti funkcí je silnější druh konvergence, než bodová konvergence. Posloupnost {\displaystyle \{f_{n}(x)\}_{n=1}^{n=\infty }} funkcí konverguje stejnoměrně k limitní funkci f, pokud rychlost konvergence nezávisí na hodnotě x.
Stejnoměrná konvergence implikuje i konvergenci bodovou. Opačně to neplatí: příkladem posloupnosti funkcí, která konverguje k nulové funkci {\displaystyle f(x)=0} bodově, ale ne stejnoměrně, je posloupnost, jejímž {\displaystyle n}-tým členem je funkce, která přiřazuje každému reálnému číslu {\displaystyle x} hodnotu {\displaystyle f_{n}(x)={\frac {x}{n}}}. Jde o posloupnost přímek, které se více a více přibližují k vodorovné ose x. Zároveň však existuje {\displaystyle \varepsilon >0} (například rovno jedné) tak, že pro sebevětší index {\displaystyle n_{0}} se v těch bodech {\displaystyle x_{0}}, které jsou dostatečně vzdáleny od počátku,{\displaystyle n_{0}}-tá funkce liší od nuly (tj. od cílové {\displaystyle f(x_{0})} o více než {\displaystyle \varepsilon }. Konkrétně lze zvolit např. {\displaystyle x=2*n_{0}}.
Bodová konvergence posloupnosti funkcí {\displaystyle f_{n}} k funkci {\displaystyle f} tedy vyžaduje, aby pro každé {\displaystyle \varepsilon } a pro každé {\displaystyle x\in \mathbb {R} } existovalo {\displaystyle n_{0}\in \mathbb {N} } taková, že se {\displaystyle f_{n0},f_{n0+1}} atd. neliší v bodě {\displaystyle x} od {\displaystyle f} o více než {\displaystyle \varepsilon }. Stejnoměrná konvergence navíc vyžaduje, aby toto {\displaystyle n_{0}} záviselo jen na {\displaystyle \varepsilon }, nikoli však na {\displaystyle x}.

## Definice
Předpokládejme, že {\displaystyle (f_{n})} je posloupnost funkcí, které mají stejný definiční obor i obor hodnot. Oborem hodnot je obvykle množina reálných čísel, ale obecně to může být jakýkoli metrický prostor či dokonce topologický prostor. Posloupnost {\displaystyle (f_{n})} konverguje bodově k funkci {\displaystyle f}, píšeme
{\displaystyle \lim _{n\rightarrow \infty }f_{n}=f\ {\mbox{bodově}},}
právě tehdy, když
{\displaystyle \lim _{n\rightarrow \infty }f_{n}(x)=f(x)}
pro každé {\displaystyle x} z definičního oboru. Funkce {\displaystyle f} se nazývá bodová limita funkce {\displaystyle f_{n}}.

### V metrických prostorech
- Bodově když {\displaystyle \forall \varepsilon \!>\!0\;\forall \,x\!\in \!X\;\exists \,n_{0}\!\in \!\mathbb {N} \;\forall n\!>\!n_{0}\;:\;d(f_{n}(x),f(x))<\varepsilon }.

- Stejnoměrně když {\displaystyle \forall \varepsilon \!>\!0\;\exists \,n_{0}\!\in \!\mathbb {N} \;\forall \,x\!\in \!X\;\forall n\!>\!n_{0}\;:\;d(f_{n}(x),f(x))<\varepsilon }.

Tyto dvě definice se liší jen prohozením pořadí kvantifikátorů {\displaystyle \forall \,x} a {\displaystyle \exists \,n_{0}}, stejně jako u definice na reálných číslech, která je speciálním případem této obecnější definice. Pořadí kvantifikátorů je zde velmi důležité. Stejnoměrná konvergence je mnohem silnější a implikuje bodovou.

Příklad posloupnosti funkcí, která konverguje bodově, ale ne stejnoměrně.

Příklad
Mějme {\displaystyle f_{n}(x)=\operatorname {\sin ^{2n}} x} a supremovou metriku {\displaystyle d(f,g)=\sup _{x\in \mathbb {R} }|f(x)-g(x)|}. Tato posloupnost konverguje bodově k funkci {\displaystyle g(x)={\begin{cases}1,&x=\pi n,n\in \mathbb {Z} \\0,&{\mbox{jinak}}\end{cases}}}, protože pro každé {\displaystyle \forall \varepsilon } a {\displaystyle \forall x} se dá snadno najít index, od kterého bude podmínka splněna. Avšak nekonverguje stejnoměrně, protože bychom hledali takové {\displaystyle n_{0}}, že {\displaystyle \forall n\!>\!n_{0}:\sup _{x\in \mathbb {R} }|f_{n}(x)-g(x)|<\varepsilon }, ale v {\displaystyle \sup _{x\in \mathbb {R} }|f_{n}(x)-g(x)|=1} pro jakékoliv n, protože v je {\displaystyle \pi /2} bod nespojitosti g(x).

### V topologických prostorech
Říkáme, že posloupnost funkcí {\displaystyle {f_{n}}} z množiny {\displaystyle X} do topologického prostoru {\displaystyle Y} k funkci {\displaystyle f\to Y} konverguje bodově, pokud pro každé {\displaystyle x\in X} posloupnost {\displaystyle {f_{n}(x)}} bodů z {\displaystyle Y} konverguje k {\displaystyle f(x)}.

### Konvergence skoro všude
V teorii míry mluvíme o konvergenci skoro všude posloupnosti měřitelných funkcí definovaných na měřitelném prostoru. To znamená bodovou konvergenci skoro všude, tj. na nějaké podmnožině definičního oboru, jejíž doplněk má míru nula. Jegorovova věta říká, že bodová konvergence skoro všude na množině konečné míry implikuje stejnoměrnou konvergenci na nepatrně menší množině.
Bodová konvergence téměř všude na prostoru funkcí na prostoru s mírou nedefinuje strukturu topologie na prostoru měřitelných funkcí na prostoru s mírou (i když to je konvergenční struktura). Důvodem je, že pokud v topologickém prostoru má každá podposloupnost posloupnosti vlastní podposloupnost se stejnou limitou, musí i posloupnost sama konvergovat k této limitě.
Uvažujeme však posloupnost funkcí takzvaných „cválajících obdélníků“. Nechť N = Floor(log2 n) a k = n mod 2N. Nechť
{\displaystyle f_{n}(x)={\begin{cases}1,&{\frac {k}{2^{N}}}\leq x\leq {\frac {k+1}{2^{N}}}\\0,&{\text{jinak}}.\end{cases}}.}
Pak jakákoli podposloupnost posloupnosti (fn)n má pod-podposloupnost, která sama konverguje skoro všude k nule, například podposloupnost funkcí, které nemají nulovou hodnotu v bodě x=0. Ale původní posloupnost nekonverguje bodově k nule v žádném bodě. Proto na rozdíl od konvergence v míře a konvergence Lp není bodová konvergence skoro všude konvergencí žádné topologie na prostoru funkcí.